# Yoneji Miyagawa
Yoneji Miyagawa (jap. 宮川 米次 Miyagawa Yoneji; także Miyakawa; ur. 4 stycznia 1885 w Toyohashi, w prefekturze Aichi, zm. 1959) – japoński parazytolog. 
Miyagawa ukończył studia medyczne na Tokijskim Uniwersytecie Cesarskim w 1917 r. i przez cztery lata był asystentem w szpitalnej klinice. Następnie przeniósł się do rządowego Instytutu Chorób Zakaźnych. W 1921 r. został dyrektorem działającego przy Instytucie szpitala, a w 1927 r. profesorem tego samego uniwersytetu. W 1934 r. został dyrektorem Instytutu Chorób Zakaźnych.